# Caudron C.92
Le Caudron C.92 est un transport de passagers construit par la Société des avions Caudron à la fin des années 1920.
Il était propulsé par un Lorraine-Dietrich 12 Db de 400 ch. Un seul exemplaire (F-ESAC/F-AICY) a été construit et a été mis au rebut en juillet 1934.